# Eszopiclone
Eszopiclone, được bán dưới tên thương hiệu Lunesta và các thương hiệu khác, là một loại thuốc dùng trong điều trị chứng mất ngủ. Bằng chứng hỗ trợ một số lợi ích lên đến sáu tháng. Mức độ hiệu quả, tuy nhiên, là nhẹ. Nó được uống bằng miệng.
Các tác dụng phụ thường gặp bao gồm đau đầu, khô miệng, buồn nôn và chóng mặt. Tác dụng phụ nghiêm trọng có thể bao gồm tự tử, lạm dụng thuốc, ảo giác và phù mạch. Chăm sóc tốt hơn được khuyến nghị ở những người có vấn đề về gan và người già. Giảm nhanh liều dùng có thể dẫn đến hội chứng cai nghiện. Eszopiclone được phân loại là một nonbenzodiazepine an thần thôi miên và như là một cyclopyrrolone. Nó là đồng phân lập thể-S của zopiclone. Nó hoạt động bằng cách tương tác với các thụ thể GABA.
Eszopiclone đã được chấp thuận cho sử dụng y tế tại Hoa Kỳ vào năm 2004. Nó có sẵn như là thuốc gốc. Tại Hoa Kỳ, chi phí bán buôn là khoảng 0,20 USD mỗi liều. Năm 2016, đây là loại thuốc được kê đơn nhiều thứ 286 tại Hoa Kỳ với hơn một triệu đơn thuốc. Eszopiclone không được bán ở Liên minh châu Âu vì năm 2009, EMA đã phán quyết rằng nó quá giống với zopiclone để được coi là một sản phẩm có thể được cấp bằng sáng chế mới.

## Sử dụng trong y tế
Một đánh giá của Cochrane năm 2018 cho thấy nó tạo ra sự cải thiện vừa phải trong khởi phát và duy trì giấc ngủ. Các tác giả cho rằng khi các chiến lược điều trị phi dược lý được ưa thích đã cạn kiệt, eszopiclone cung cấp một phương pháp điều trị hiệu quả cho chứng mất ngủ. Vào năm 2014, USFDA đã yêu cầu giảm liều khởi đầu từ 2 miligam xuống còn 1 miligam sau khi nghiên cứu cho thấy ngay cả tám giờ sau khi dùng thuốc vào ban đêm, một số người không thể đối phó với các hoạt động ngày hôm sau như lái xe và các hoạt động khác đòi hỏi sự tỉnh táo đầy đủ.
Eszopiclone hơi hiệu quả trong điều trị chứng mất ngủ trong đó khó khăn khi bắt đầu ngủ là vấn đề chính. Kirsch và cộng sự. tìm thấy lợi ích trên giả dược có ý nghĩa lâm sàng đáng ngờ. Mặc dù tác dụng của thuốc và đáp ứng giả dược khá nhỏ và có tầm quan trọng lâm sàng đáng ngờ, cả hai cùng tạo ra một đáp ứng lâm sàng khá lớn. Nó không được khuyến khích sử dụng mãn tính ở người cao tuổi.